# Нові Серби
Но́ві Серби́ — село в Україні, у Звягельському районі Житомирської області. Населення становить 110 осіб. Входить до складу Ємільчинської селищної громада..

## Географія
Межує на півночі з Старими Сербами, на північному сході з Яблунівкою, на південному сході з Сербо-Слобідкою та Варварівкою, на заході з Сербами